# Bernieridae
Bernieridae je čeleď zpěvných ptáků, jež se endemitně vyskytuje na Madagaskaru. Její zástupci byli v rámci tradičních systémů řazeni v rámci jiných ptačích čeledí, včetně bulbulovitých (Pycnonotidae), pěnicovitých (Sylviidae) či timáliovitých (Timaliidae). Samostatná čeleď Bernieridae byla oficiálně popsána teprve v roce 2010, kdy genetické analýzy konečně potvrdily úzký vztah mezi jednotlivými zástupci tohoto rozmanitého kladu, který tvoří jedenáct druhů v osmi rodech.
Navzdory malé druhové bohatosti představuje čeleď Bernieridae svou disparitou značně diverzifikovanou skupinu, srovnatelnou v tomto ohledu s jinými ostrovními skupinami ptáků, jako jsou „Darwinovy pěnkavy“ anebo čeleď vangovitých (Vangidae), jež se rovněž rozrůznila na ostrově Madagaskar. Zástupci čeledi Bernieridae představují vesměs lesní hmyzožravce, nicméně velké rozdíly v preferovaných stanovištích a typu potravy vyústily v rozsáhlou adaptivní radiaci a jednotlivé druhy se na základě svých ekologických preferencí výrazně liší tvarem zobáku, proporcemi křídel a ocasu i délkou končetin. Velikostí se pohybují od asi 12 cm v případě pěnicovce madagaskarského (Randia pseudozosterops) až po bulbulce madagaskarského (Bernieria madagascariensis), jenž měří 17,5–20 cm, tedy podobně jako drozd.

## Přehled rodů
- Bernieria Pucheran, 1855 – bulbulec
  - Bernieria madagascariensis (Gmelin, 1789) – bulbulec madagaskarský
- Crossleyia Hartlaub, 1877 – timálie
  - Crossleyia xanthophrys (Sharpe, 1875) – timálie žlutobrvá
- Cryptosylvicola Goodman, Langrand & Whitney, 1996 – pěnicovec
  - Cryptosylvicola randrianasoloi Goodman, Langrand & B. M. Whitney, 1996 – pěnicovec žlutoprsý
- Hartertula Stresemann, 1925 – timálie
  - Hartertula flavoviridis (Hartert, 1924) – timálie klínoocasá
- Oxylabes Sharpe, 1870 – timálie
  - Oxylabes madagascariensis (J. F. Gmelin, 1789) – timálie madagaskarská
- Randia Delacour & Berlioz, 1931 – pěnicovec
  - Randia pseudozosterops Delacour & Berlioz, 1931 – pěnicovec madagaskarský
- Thamnornis Milne-Edwards & Grandidier, 1882 – rákosník
  - Thamnornis chloropetoides (A. Grandidier, 1867) – rákosník olivovošedý
- Xanthomixis Sharpe, 1881 – bulbulec
  - Xanthomixis apperti (Colston, 1972) – bulbulec zombitský
  - Xanthomixis cinereiceps (Sharpe, 1881) – bulbulec šedokorunkatý
  - Xanthomixis tenebrosa (Stresemann, 1925) – bulbulec žlutohrdlý
  - Xanthomixis zosterops (Sharpe, 1875) – bulbulec brýlatý